# منطقه حفاظت‌شده اساس
منطقهٔ حفاظت‌شدهٔ اساس یک منطقهٔ حفاظت‌شده با مساحت ۴۳۱۴ هکتار است که در استان مازندران در ایران قرار دارد. این منطقهٔ حفاظت‌شده طبق مصوبهٔ شمارهٔ ۶۷۸ در تاریخ ۱۳۸۰/۷/۲۵ در فهرست مناطق تحت حفاظت سازمان محیط زیست ایران قرار گرفت.